# Natchaung
Natchaung est un village située dans le canton de Kale, dans le district de Kale, dans la région de Sagaing, dans l'ouest de la Birmanie.
Waebula Road était la route principale reliant le village de Natchaung et d'autres parties du canton de Kale. Il faisait 64 km de long et il y avait 11 ponts de moins de 15 m et un pont de moins de 30 m sur la route. Le nombre de voitures circulant sur cette route pendant la saison des pluies était d'environ 10 jeeps par semaine et de trois à quatre jeeps par jour pendant la saison sèche.